# Typhlogobius californiensis
Typhlogobius californiensis är en fiskart som beskrevs av Steindachner, 1879. Typhlogobius californiensis ingår i släktet Typhlogobius och familjen smörbultsfiskar. Inga underarter finns listade i Catalogue of Life.